# Yangwan (socken i Kina, Guangxi)
Yangwan (kinesiska: 杨湾乡, 杨湾) är en socken i Kina. Den ligger i den autonoma regionen Guangxi, i den södra delen av landet, omkring 85 kilometer nordväst om regionhuvudstaden Nanning.
Genomsnittlig årsnederbörd är 1 705 millimeter. Den regnigaste månaden är juli, med i genomsnitt 293 mm nederbörd, och den torraste är februari, med 32 mm nederbörd.